# Simone Browne
Simone Arlene Browne (1973) es autora y educadora. Es profesora de la Universidad de Texas en Austin, y es autora de Dark Matters: On the Surveillance of Blackness (La oscuridad importa: la vigilancia de la negritud) donde explica como la hipervigilancia discrimina y somete sobre todo a la población afroamericanas.

## Biografía
Browne nació en 1973,  y creció en Toronto, Ontario, donde recibió una licenciatura (con honores), una maestría y un doctorado en el Instituto de Estudios de Educación de Ontario en el Departamento de Sociología y Estudios de Equidad de la Universidad. de Toronto. Su tesis de maestría de 2001 se tituló Surveilling the Jamaican body, leisure imperialism, immigration and the Canadian imagination.  Su tesis doctoral en 2007 se tituló Trusted travellers: the identity-industrial complex, race and Canada's permanent resident card. 

## Trayectoria profesional
Browne es profesora asociada del Departamento de Estudios africanos y de la diáspora africana de la Universidad de Texas en Austin. Su libro más reciente, Dark Matters: On the Surveillance of Blackness, publicado por Duke University Press en 2015, donde presenta a la raza y la negritud como un elemento central en el campo de los estudios de vigilancia, e investiga las raíces de la vigilancia actual en prácticas originadas en la esclavitud y la era de Jim Crow. Javier Arbona de la Universidad de California, Davis, dijo que "su erudición totalmente original captura mejor nuevos tipos de pensamiento y teorización en los estudios de vigilancia".
Es miembro de Deep Lab, un colectivo ciberfeminista de artistas, investigadores, escritores, ingenieros y productores culturales que exploran el potencial de la investigación creativa que permanece latente en la web profunda".
Su próximo trabajo incluirá una exhibición sobre la vigilancia de mujeres artistas negras en la Universidad de Texas en Austin.

## Premios
- Ganadora del premio al mejor libro de 2016, Surveillance Studies Network[11]
- Ganadora del Premio al Primer Libro Lora Romero 2016, Asociación de Estudios Estadounidenses[12]
- Ganadora del premio Donald McGannon 2015 por la relevancia social y ética en la investigación de tecnologías de la comunicación.[2]